# Elezioni regionali in Molise del 2011
Le elezioni regionali in Molise del 2011 si sono svolte il 16 e 17 ottobre.
Il Partito Democratico e la coalizione di centrosinistra hanno deciso di affidare la scelta del proprio candidato al metodo delle elezioni primarie, che si sono svolte il 4 settembre con cinque partecipanti: Michele Petraroia, Nicola D'Ascanio, Massimo Romano, Antonio D'Ambrosio, Paolo Di Laura Frattura. Hanno partecipato al voto 18.648 cittadini, che hanno designato come candidato Paolo Frattura con 7.327 voti (39,29%).
Il centrodestra ha invece optato per la  ricandidatura (quarta consecutiva) del Presidente uscente Angelo Michele Iorio, presentatosi per il terzo mandato consecutivo.
Oltre alle due coalizioni principali, hanno partecipato anche Giovancarmine Mancini, candidato de La Destra, e Antonio Federico, candidato del Movimento 5 Stelle.
Le elezioni hanno visto la vittoria del presidente uscente Iorio, riconfermato governatore per la terza volta, seppur con uno scarto dello 0,79% rispetto al suo sfidante Frattura.
Tale consultazione è stata annullata, il 17 maggio 2012, dal TAR Molise che ha ravvisato irregolarità nella raccolta firme per alcune liste che sostenevano il governatore uscente.
Il 29 ottobre 2012 il Consiglio di Stato ha respinto i ricorsi del centrodestra confermando il verdetto del TAR Molise che precedentemente aveva annullato il voto. Il Molise è quindi tornato per la seconda volta al voto anticipato, come avvenuto già nel 2001 sempre per vizi procedurali nell'elezione, nei primi mesi del 2013.

## Affluenza
Il corpo elettorale per le elezioni del 16, 17 ottobre 2011 risultava composto da 331.970 elettori. Alla chiusura dei seggi l'affluenza definitiva si è attestata al 59,79%, in calo rispetto al 2006 del 5,31%.
| Provincia  | Affluenza | Variazione |
| ---------- | --------- | ---------- |
| Molise     | 59,79%    | 5,31%      |
| Campobasso | 59,74%    | 5,41%      |
| Isernia    | 59,94%    | 5,03%      |

## Risultati
|                                                                 | Michele Iorio (Iorio Presidente) ✔️ Presidente                  | 89 142                                                          | 46,94 | Il Popolo della Libertà                   | 33 911  | 18,86 | 5  |  |  |
| Progetto Molise                                                 | Michele Iorio (Iorio Presidente) ✔️ Presidente                  | 89 142                                                          | 46,94 | 17 117                                    | 9,52    | 2     |    |  |  |
| Unione di Centro                                                | Michele Iorio (Iorio Presidente) ✔️ Presidente                  | 89 142                                                          | 46,94 | 12 193                                    | 6,78    | 2     |    |  |  |
| Alleanza di Centro                                              | Michele Iorio (Iorio Presidente) ✔️ Presidente                  | 89 142                                                          | 46,94 | 12 113                                    | 6,74    | 2     |    |  |  |
| Grande Sud                                                      | Michele Iorio (Iorio Presidente) ✔️ Presidente                  | 89 142                                                          | 46,94 | 11 755                                    | 6,54    | 2     |    |  |  |
| Molise Civile                                                   | Michele Iorio (Iorio Presidente) ✔️ Presidente                  | 89 142                                                          | 46,94 | 7 940                                     | 4,42    | 1     |    |  |  |
| UDEUR - Popolari per il Sud                                     | Michele Iorio (Iorio Presidente) ✔️ Presidente                  | 89 142                                                          | 46,94 | 6 332                                     | 3,52    | 1     |    |  |  |
| Seggi assegnati alla lista regionale                            | Seggi assegnati alla lista regionale                            | Seggi assegnati alla lista regionale                            | 46,94 | 3                                         |         |       |    |  |  |
|                                                                 | Paolo Di Laura Frattura                                         | 87 637                                                          | 46,15 | Partito Democratico                       | 17 735  | 9,86  | 3  |  |  |
| Italia dei Valori                                               | Paolo Di Laura Frattura                                         | 87 637                                                          | 46,15 | 15 907                                    | 8,85    | 3     |    |  |  |
| Alternativ@                                                     | Paolo Di Laura Frattura                                         | 87 637                                                          | 46,15 | 11 354                                    | 6,31    | 1     |    |  |  |
| Partito Socialista Italiano                                     | Paolo Di Laura Frattura                                         | 87 637                                                          | 46,15 | 8 246                                     | 4,59    | 1     |    |  |  |
| Costruire Democrazia                                            | Paolo Di Laura Frattura                                         | 87 637                                                          | 46,15 | 7 623                                     | 4,24    | 1     |    |  |  |
| Sinistra Ecologia Libertà                                       | Paolo Di Laura Frattura                                         | 87 637                                                          | 46,15 | 6 961                                     | 3,87    | 1     |    |  |  |
| Federazione della Sinistra                                      | Paolo Di Laura Frattura                                         | 87 637                                                          | 46,15 | 4 977                                     | 2,77    | 1     |    |  |  |
| Seggio assegnato al candidato presidente classificatosi secondo | Seggio assegnato al candidato presidente classificatosi secondo | Seggio assegnato al candidato presidente classificatosi secondo | 46,15 | 1                                         |         |       |    |  |  |
|                                                                 | Antonio Federico                                                | 10 650                                                          | 5,61  | Movimento 5 Stelle                        | 4 083   | 2,27  | –  |  |  |
|                                                                 | Giovancarmine Mancini                                           | 2 458                                                           | 1,29  | La Destra - Polo Laico (Nuovo PSI - PSDI) | 1 556   | 0,87  | –  |  |  |
| Totale                                                          | Totale                                                          | 189 887                                                         | 100   |                                           | 179 803 | 100   | 30 |  |  |
|                                                                 |                                                                 |                                                                 |       |                                           |         |       |    |  |  |
| Schede bianche                                                  | Schede bianche                                                  | 2 663                                                           | 1,34  |                                           |         |       |    |  |  |
| Schede nulle                                                    | Schede nulle                                                    | 8 607                                                           | 4,34  |                                           |         |       |    |  |  |
| Votanti                                                         | Votanti                                                         | 198 494                                                         | 59,79 |                                           |         |       |    |  |  |
| Elettori                                                        | Elettori                                                        | 331 970                                                         |       |                                           |         |       |    |  |  |
|                                                                 |                                                                 |                                                                 |       |                                           |         |       |    |  |  |
| Fonte: Ministero dell'interno                                   |                                                                 |                                                                 |       |                                           |         |       |    |  |  |

## Consiglieri eletti
| Collegio           | Lista                                                | Eletto                               | Preferenze |
| ------------------ | ---------------------------------------------------- | ------------------------------------ | ---------- |
| Collegio regionale | Per il Molise                                        | Angelo Michele Iorio                 |            |
| Collegio regionale | Per il Molise                                        | Luigi Velardi                        |            |
| Collegio regionale | Per il Molise                                        | Mario Pietracupa                     |            |
| Collegio regionale | Il Molise di tutti                                   | Paolo Di Laura Frattura              |            |
| Campobasso         | Il Popolo della Libertà                              | Angiolina Fusco Perrella             | 4.560      |
| Campobasso         | Il Popolo della Libertà                              | Gianfranco Vitagliano                | 4.381      |
| Campobasso         | Il Popolo della Libertà                              | Nicola Cavaliere                     | 4.137      |
| Campobasso         | Partito Democratico                                  | Michele Pietraroia                   | 2.839      |
| Campobasso         | Partito Democratico                                  | Francesco Totaro                     | 2.117      |
| Campobasso         | Progetto Molise                                      | Nicola Eugenio detto Nico Romagnuolo | 2.882      |
| Campobasso         | Italia dei Valori                                    | Cristiano Di Pietro                  | 2.512      |
| Campobasso         | Italia dei Valori                                    | Carmelo Parpiglia                    | 987        |
| Campobasso         | Unione di Centro                                     | Giuseppe Sabusco                     | 2.746      |
| Campobasso         | Alleanza di Centro                                   | Riccardo Tamburro                    | 1.344      |
| Campobasso         | Grande Sud                                           | Antonio Chieffo                      | 3.993      |
| Campobasso         | Grande Sud                                           | Antonio D'Aimmo                      | 1.162      |
| Campobasso         | Alternativ@ - Alleanza per Paolo Frattura Presidente | Felice Di Donato                     | 960        |
| Campobasso         | Partito Socialista Italiano                          | Gennaro Chierchia                    | 1.883      |
| Campobasso         | Molise Civile                                        | Michele Scasserra                    | 1.694      |
| Campobasso         | Partecipazione Democratica - Costruire Democrazia    | Massimo Romano                       | 3.294      |
| Campobasso         | Sinistra Ecologia Libertà                            | Filippo Monaco                       | 1.657      |
| Campobasso         | Popolari UDEUR                                       | Vincenzo Niro                        | 1.853      |
| Campobasso         | Rifondazione Comunista                               | Salvatore Ciocca                     | 592        |
| Isernia            | Il Popolo della Libertà                              | Filoteo Di Sandro                    | 3.235      |
| Isernia            | Il Popolo della Libertà                              | Franco Giorgio Marinelli             | 2.608      |
| Isernia            | Partito Democratico                                  | Danilo Leva                          | 1.556      |
| Isernia            | Progetto Molise                                      | Lucio De Bernardo                    | 2.829      |
| Isernia            | Italia dei Valori                                    | Cosmo Tedeschi                       | 1.357      |
| Isernia            | Unione di Centro                                     | Domenico detto Mimmo Izzi            | 908        |
| Isernia            | Alleanza di Centro                                   | Mario Pietracupa                     | 2.094      |